# Robbie Neilson
Robbie Neilson, född 19 juni 1980 i Paisley, är en skotsk före detta fotbollsspelare som sedan 2013 är coach i Heart of Midlothians U20 lag. Neilson främsta position som spelare var högerback.
Robbie Neilsons karriär började i Rangers akademi. Men Neilson uppfyllde inte Glasgow klubbens förväntningar och Neilsons kontrakt revs år 1996, Neilson var då 16 år gammal. Istället plockades Neilson av Edinburgh laget Hearts, där fick Neilson en större chans att utvecklas. Tre år senare, 1999, skrev Neilson på för a-laget. Redan då gjorde Neilson en lånsejour i Cowdenbeath över en säsong. Två år senare lånades Neilson ut till Queen of the South där han vann den inhemska cupen Scottish Challenge Cup med laget. Neilson fick efter de två lånperioderna mer speltid i Hearts, han spelade i UEFA cupen i 04/05 säsongen då han presterade mycket bra. I februari 2009 utnämndes Neilson kapten då Hearts ordinarie kapten Christophe Berra lämnade klubben. I slutet av säsongen gick Neilsons kontrakt ut och de båda parterna skrev inte på något nytt kontrakt.
I maj 2009 var det klart att den engelska klubben Leicester City hade kommit överens om att värva Neilson till klubben. Neilsons debut kom mot Ipswich Town, Neilson blev den 1000:e debutanten för klubben.

## Landslagsspel
Neilson har spelat en a-lags landskamp för Skottland; I kvalet till EM 2008 2006 då Skottland förlorade med 2-0 mot Ukraina.

## Meriter
Hearts
- Scottish Cup: 2006

Queen of the South
- Scottish Challenge Cup: 2002